# Bipalium hilgendorfi
Bipalium hilgendorfi és una espècie de planària terrestre que habita al Japó. Mesura entre 55 i 80 mm de longitud i entre 4 i 5 mm d'amplada. El color de la superfície dorsal és d'un color marró vermellós clar i presenta una única línia marró que recorre el dors pel mig. La superfície ventral no presenta ratlles.